# 사보타주

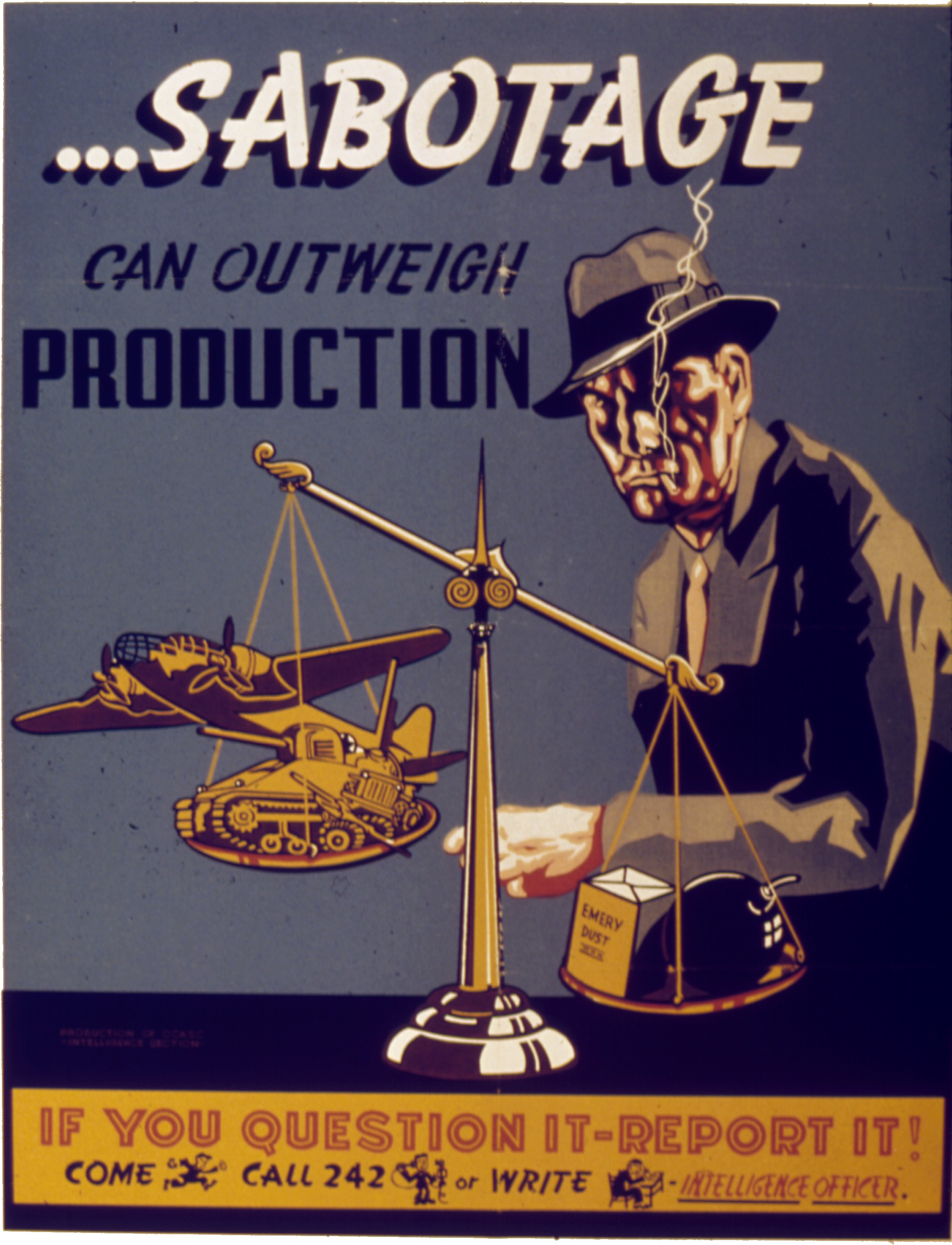
생산 현장의 사보타주 방지를 위한 포스터

사보타주(프랑스어: sabotage)는 생산 설비 및 수송 기계의 전복, 장애, 혼란과 파괴를 통해 관리자 또는 고용주를 약화시키는 것을 목적으로 하는 의도적인 행동이다.  사보타주는 전복, 방해, 사기 저하, 불안정화, 분열, 혼란 또는 파괴를 통해 정치, 정부, 노력 또는 조직을 약화시키기 위한 의도적인 행동이다. 방해 행위에 가담하는 사람은 방해 행위자이다. 방해 행위자는 일반적으로 자신의 행동으로 인한 결과 때문에 자신의 신원을 숨기고 방해 행위를 해결하기 위한 법적, 조직적 요구 사항을 적용하지 않으려고 한다.

## 어원
영어 단어는 “엉터리, 멍청이, 난파선 또는 방해 행위”를 의미하는 프랑스어 단어 saboter에서 파생되었다. 원래는 나막신이라고 불리는 나무 신발을 신은 노동자들이 다양한 수단을 통해 생산을 방해하는 노동 분쟁을 가리키는 데 사용되었다. 이 용어의 현재 의미의 기원에 대한 대중적이지만 잘못된 설명은 벨기에 도시 리에주(Liège)의 가난한 노동자들이 생산을 방해하기 위해 나무 나막신을 기계에 던졌다는 이야기이다.
프랑스 문학에서 방해 행위자 및 방해 행위자가 처음 등장한 것 중 하나는 1808년에 편집된 Dictionnaire du Bas-Langage ou manières de parler usitées parmi le peuple of d'Hautel에 있다. 여기서 문자 그대로의 정의는 '사보로 소음을 내다'이다. 사보타주라는 단어는 나중에야 나타난다.
사보타주라는 단어는 1873~1874년에 에밀 리트레(Émile Littré)의 프랑스어 사전(Dictionnaire de la langue française)에서 발견되었다. 여기서는 주로 '사보를 만드는 자, 사보를 만드는 자'로 정의한다. 실제로 '고의적이고 악의적으로 재산을 파괴하다' 또는 '느리게 일하다'라는 의미로 사용되기 시작한 것은 19세기 말부터다. 1897년에 유명한 생디칼리스트이자 무정부주의자인 에밀 푸제(Emile Pouget)는 Le Père Peinard에서 "action de saboter un travail"('작품을 파괴하거나 엉망으로 만드는 행위')를 썼고 1911년에는 Le Sabotage라는 책도 썼다.

## 노동 쟁의 수단
노동자의 쟁의 수단으로서 어떤 의미에서는 태업보다 넓은 의미의 내용이다. 태업은 형식상으로는 일을 하며 작업 시간을 채우면서도 작업 능률을 올리지 않는 것을 말하지만 사보타주는 태업에 그치지 않고 쟁의중에 기계나 원료 등을 파손하는 행위까지도 포함한다. 노동쟁의에서 노동자의 단결력을 강하게 하는 데 적합한 방법으로 쓰이고 있다.

## 전쟁 전술
전시 적군 후방에 비밀 잠입하여 무기고, 보급로로 사용되는 철도 등 중요한 군사 시설 및 산업 시설을 파괴하는 공작을 의미하기도 한다.

## 같이 보기
- 가속주의
- 직접행동
- 분할통치
- 간첩 행위
- 제5열
- 가스라이팅
- 유격전
- 급조폭발물
- 산업 스파이
- 트롤 (인터넷)
- 노르웨이 중수 사건
- 파르티잔
- 시민 불복종
- 특수활동센터
- 테러리즘